# Hidemi Miyashita
Hidemi Miyashita (宮下日出海?, Miyashita Hidemi; 11 maggio 1957) è un ex sollevatore giapponese che ha gareggiato nella categoria dei pesi mosca.

## Carriera
Ha partecipato ai Giochi olimpici di Los Angeles nel 1984, valevoli anche come campionati mondiali, classificandosi al 4º posto finale.